# Klätt

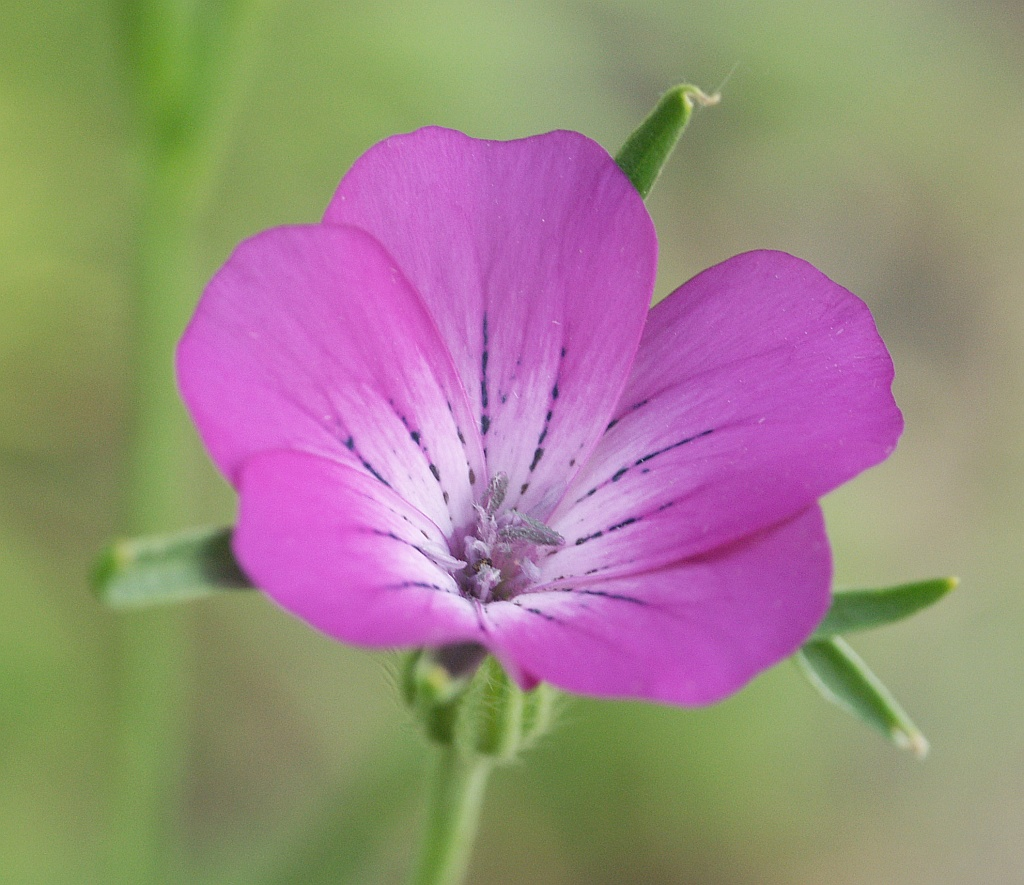
Klättblomma

Klätt eller åkerklätt (Agrostemma githago) är en art i familjen nejlikväxter. 

## Förekomst
Åkerklätt förekommer i Eurasien och norra Afrika och den finns även i Sverige. Den var förr vanlig på åkrar som ogräs tills man på 1930-talet började få fram effektiva metoder att rensa utsädet från ogräsfrö, då den började minska snabbt så att den har blivit mycket sällsynt och finns bara kvar som relikt i enstaka exemplar på ett par ställen på Öland. Den är rödlistad. Orsaken är att någon fröbank inte kan byggas upp i marken, då klätten saknar groningsvila och fröna måste följa med utsädet och sås ut varje år.
Växten är lättodlad och relativt vanlig som trädgårdsväxt och trivs i allehanda jordtyper, särskilt näringsrika sådana som höstrågåkrar, åkrar i träda, slänter och ruderatmark.

## Artbeskrivning
Åkerklätt är en ettårig ört med en växthöjd som varierar mellan 10 och 125 cm, vanligen cirka 50 cm. Kromosomtal 2n=48. Den är styvhårig och stjälkarna är upprätta och ogrenade eller sparsamt greniga upptill. Bladen är 2-13 centimeter, smalt lansettlika och mer eller mindre grågröna. Den blommar i juni-augusti i Sverige med femtaliga toppställda 2–5 cm vida blommor. Kronbladen är rödvioletta med mörkare strimmor och vitaktig bas, de är hela eller grunt urnupna i spetsen, bikrona saknas. Fodret är sambladigt med stjärnlikt utbredda flikar som är längre än kronbladen. Flikarnas mittnerv är svagt upphöjd, kantnerverna är otydliga, fodertuben är tätt hårig av korta hår, dessutom med många långa hår. Frukten är en kapsel, som är innesluten i fodret. Den öppnar sig vid mognaden med fem kapseltänder. Fröna är kantigt njurformade, omkring 3 mm långa, svarta och spetsigt vårtiga. Fröna innehåller saponiner och är giftiga och bör ej ätas då det kan orsaka diarré och kräkningar, vilket var ett problem när klätten var ett vanligt åkerogräs och kom med i mjölet. Rådjur ses dock äta frökapslarna.

## Användning
De saponinhaltiga fröna krossades och användes förr som tvättmedel då de redan i en så låg halt som 0,1% får vatten att skumma och emulgera feta ämnen. Deras förmåga att irritera mag- och tarmkanalen och orsaka diarré och i högre doser även kräkningar medförde att de kom att användas som läkemedel inom dåtida läkekonsten.

## Underarter
Två underarter kan urskiljas:
- subsp. githago, vars foderpip är tydligt tjockare vid mitten, nerverna är smalare än mellanrummen.
- subsp. thessalum, grekisk klätt, vars foderpip är nästan jämnbred (även i frukt), dess nerver lika breda som de hinnaktiga mellanrummen. Grekland. Förekommer tillfälligt förvildad i Sverige.

En liknande art är sommarklätt (A. bachylobum) som skiljer sig genom att foderflikarnas mittnerv och kantnerver är upphöjda, samt tätt ställda, med tydliga fåror emellan. Foderpipen är svagt hårig, de flesta hår är mycket korta.

## Synonymer
subsp. githago
- Agrostemma githago var. linicolum (Terech.) K.Hammer
- Agrostemma githago var. macrospermum (Levina) K.Hammer
- Agrostemma githago var. nanum Hartm.
- Agrostemma githago var. nicaeensis (Pers.) Rouy & Foucaud
- Agrostemma hirsuta Gilib.
- Agrostemma hirsuta Stokes, nom. illeg.
- Agrostemma infesta Salisbury nom. illeg.
- Agrostemma linicola Terech.
- Agrostemma macrospermum Levina
- Agrostemma nicaeensis Pers.
- Githago nicaeensis Link
- Githago segetalis St.Lag.
- Githago segetum Link
- Githago segetum var. nanum Lunell
- Lychnis agrostemma Ledebour
- Lychnis githago  (L.) Scop.
- Lychnis segetalis St.Lager nom. illeg.
- Lychnis segetum Lam. nom. illeg.
- Silene githago (L.) E.H.L.Krause

subsp. thessalum (Bornm.) Greuter
- Githago thessala (Bornm.) Formánek
- Agrostemma gracile var. thessalum Bornm.
- Agrostemma thessalum (Bornm.) Hayek